# Bamberg, Staatsbibliothek, Msc.Can.9
Die Handschrift Bamberg, Staatsbibliothek, Msc.Can.9 ist eine Sammelhandschrift, die verschiedene meist kirchenrechtliche Texte des frühen und hohen Mittelalters enthält. Die Handschrift bzw. ihre einzelnen Teile wurden zwischen dem 10. und dem frühen 12. Jahrhundert geschrieben, mit einem Nachtrag aus dem späten 12. Jahrhundert. Der ältere Teil der Handschrift wurde wahrscheinlich von Heinrich II. nach Bamberg gebracht, wo die jüngeren Teile ergänzt wurde. Der Kodex war bis zur Säkularisierung Teil der Bamberger Dombibliothek und wird heute als Teil der Kaiser-Heinrich-Bibliothek in der dortigen Staatsbibliothek verwahrt.

## Beschreibung

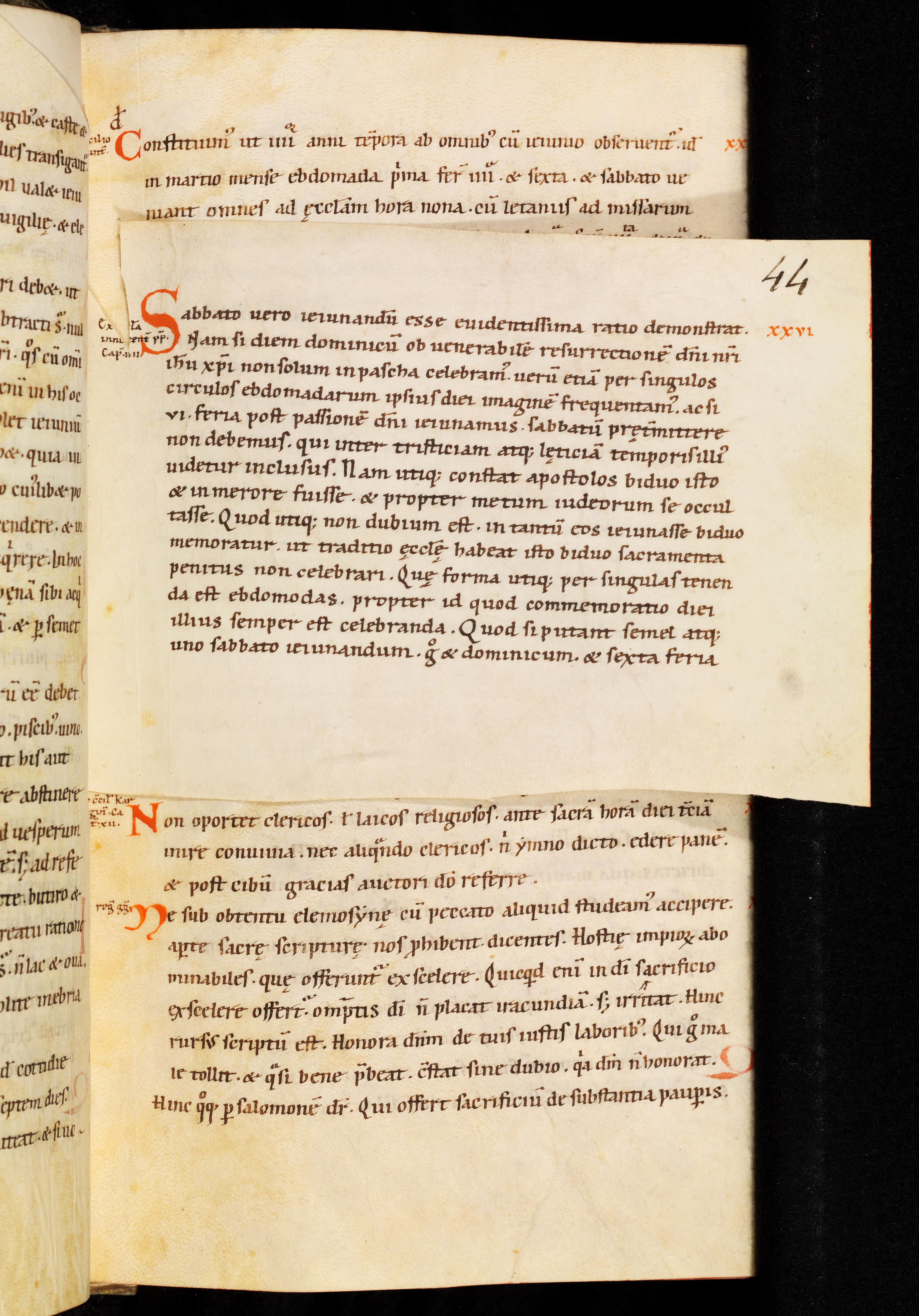
Bamberg, Staatsbibliothek, Msc.Can.9, fol. 44r.

Es handelt sich um eine Sammelhandschrift, die erst in Bamberg (spätestens 1611) zu einem Kodex zusammengebunden wurde. Der Kodex misst 25,7 auf 17,3 cm und umfasst 232 Blatt Pergament. Die ältere Literatur unterschied nur einen jüngeren (fol. 1–105) und einen älteren (106–232) Teil, Hoffmann hingegen drei Teile (fol. 1–105, fol. 106–128, fol. 128–232). Der ältere Teil ab fol. 128 zerfällt noch einmal in zwei wohl unabhängig voneinander entstandene Teile (fol. 128–201 bzw. fol. 202–232).
Bis fol. 128 sind die Blätter mit 31 bis 37, ab fol. 129 mit je 26 langen Zeilen beschrieben sind (nur vereinzelt zweispaltig). Die Einträge stammen von zahlreichen Schreibern.
Die Handschrift ist abgesehen von bescheidener Rubrizierung von Initialen, Zahlen und einigen Überschriften schmucklos.

## Inhalt
Der in Reihenfolge der heutigen Bindung erste Teil der Handschrift reicht bis Blatt 105 und wurde nach Hoffmann „etwa im zweiten Drittel des elften Jahrhunderts“ in Freising geschrieben. Auf fol. 1–102 enthält er umfangreiche Auszüge aus den ersten zehn Büchern der Collectio duodecim partium. Viele Kanones sind stärker gekürzt als in anderen Abschriften der Sammlung, viele ganz weggelassen. Ein Kapitel (Buch 6, c. 26) wurde allerdings auf einem eigenen, kleineren Blatt geschrieben und an der richtigen Stelle als fol. 44r eingelegt; der Text (ein Auszug aus JK 311, einem Brief Innozenzens I.) ist dabei ausführlicher als in anderen Abschriften der Collectio duodecim partium. Hoffmann und Müller gehen davon aus, dass dieser Teil der Handschrift (bis fol. 102) in Freising geschrieben wurde, und zwar entweder im ersten oder zweiten Drittel des 11. Jahrhunderts.
Der zweite Teil umfasst nur Blatt 106–127. Hier finden sich die Falschen Investiturprivilegien, das Papstwahldekret von 1059, Briefe und Traktate aus der Zeit des Investiturstreits (Libelli de lite) und von einer Hand des späten 12. Jahrhunderts, die auch einen Brief Clemens’ III. nachgetragen hat, das Konkordat von Worms. Die Libelli de lite umfassen unter anderem eine Streitschrift des Sigebert von Gembloux, den Traktat De investitura und einen Brief Ivos von Chartres an Hugo von Lyon.
Der ältere dritte Teil (fol. 128–232) ist „von Regensburger Händen im letzten Drittel des 10. Jahrhunderts geschrieben“ worden.
Er enthält die Remedius von Chur zugeschriebene Kanones-Sammlung, Auszüge aus Briefen Nikolaus’ I., Beschlüsse des Konzils von Tribur 895 und verschiedene weitere Kanones.